# Герб Металургійного району
Герб Металургійного району — герб однойменного району Кривого Рогу затверджений рішенням сесії Металургійної районної ради.

## Опис герба
Щит чотиричасний. Щиток розтятий зеленим та червоним. На щиті срібна козацька порохівниця, над нею золотий дубовий трилисник з двома жолудями. Щит обрамований декоративним картушем і увінчаний міською короною.
На першій частині в лазуровому полі чорний ківш металу, супроводжуваний зліва зверху трьома такими ж чотирипроменевими зірками.
На другій частині, хвилеподібно скошеній зліва лазуровим і золотим, золотий Тризуб.
На третій частині, хвилеподібно скошеній зліва лазуровим і золотим, золота ліра.
На четвертій частині на лазуровому полі срібні орбіти атома, поверх яких така ж розкрита книга.